# Xiamen Air
XiamenAir (trước đây là Xiamen Airlines) (tiếng Trung giản thể: 厦门航空; pinyin: Xiamén Hángkōng; Pe̍h-ōe-jī E-MNG Hang-khong) là công ty hàng không đầu tiên ở Cộng hòa Nhân dân Trung Hoa được điều hành bởi các cá nhân, được thành lập vào ngày 25 tháng 7 năm 1984, và trụ sở ở Sân bay quốc tế Cao Khi Hạ Môn. Cổ phần công ty này gồm China Southern Airlines 60% và Xiamen Construction and Development Group 40%. Hãng có trụ sở ở Hạ Môn.
Căn cứ chính của nó là ở Hạ Môn, nhưng nó cũng có căn cứ khác ở Phúc Châu và Vũ Di Sơn trong tỉnh Phúc Kiến và tại Hàng Châu ở tỉnh Chiết Giang. Bên cạnh đó hoạt động trong nước, nó cũng có tuyến bay đến Seoul, Osaka, Hong Kong, Macau, Singapore, Kuala Lumpur, Penang, Manila, Thành phố Hồ Chí Minh và Bangkok.
Ngày 17/11/2011, XiamenAir đã ký Biên bản ghi nhớ với liên minh hàng không SkyTeam. Ngày 21/11/2012, hãng chính thức là thành viên thứ 19 của SkyTeam.

## Thỏa thuận liên danh
- Air France
- Alitalia
- China Eastern Airlines
- China Southern Airlines
- Garuda Indonesia
- Japan Airlines
- KLM
- Korean Air
- Malaysia Airlines
- Mandarin Airlines
- Philippine Airlines
- Saudia
- Vietnam Airlines

## Đội bay của hãng

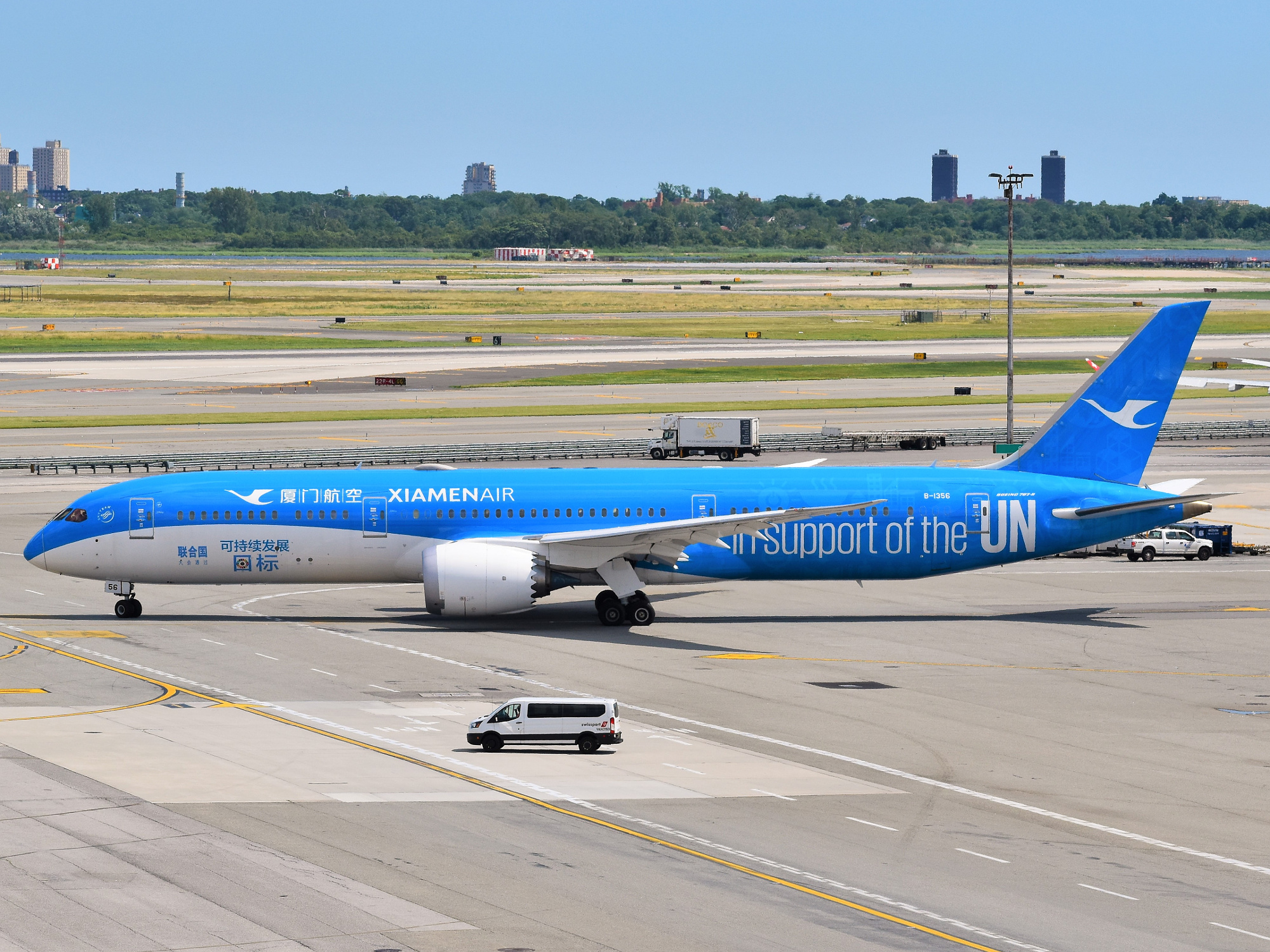
Xiamen Air Boeing 787-9 mang màu sơn United Nations Sustainable Living nằm trên đường lăn.

Tính đến tháng 7 năm 2021:
| Máy bay           | Đang vận hành | Đặt hàng | Hành khách | Hành khách | Hành khách | Hành khách | Ghi chú |
| Máy bay           | Đang vận hành | Đặt hàng | F          | B          | E          | Tổng       | Ghi chú |
| ----------------- | ------------- | -------- | ---------- | ---------- | ---------- | ---------- | ------- |
| Boeing 737-700    | 9             | —        | —          | 8          | 120        | 128        |         |
| Boeing 737-800    | 134           | —        | —          | 8          | 162        | 170        |         |
| Boeing 737-800    | 134           | —        | —          | 8          | 156        | 164        |         |
| Boeing 737-800    | 134           | —        | —          | —          | 184        | 184        |         |
| Boeing 737 MAX 8  | 25            | —        | —          | —          | 184        | 184        |         |
| Boeing 737 MAX 10 | —             | 10       | TBA        | TBA        | TBA        | TBA        |         |
| Boeing 787-8      | 6             | —        | 4          | 18         | 215        | 237        |         |
| Boeing 787-9      | 6             | —        | —          | 30         | 260        | 290        |         |
| Tổng cộng         | 180           | 10       |            |            |            |            |         |